# Mponela
Mponela è un centro abitato del Malawi, situato nella Regione Centrale.